# همبستگی ۸۹۹۱
سیارک ۸۹۹۱ (به انگلیسی: 8991 Solidarity، نامگذاری:1980PV1) هشت هزار و نهصد و نود و یکمین سیارک کشف شده‌است که در ۶ اوت ۱۹۸۰ کشف شد.
قدر مطلق سیارک برابر ۳۵.۴ است.